# RepRap

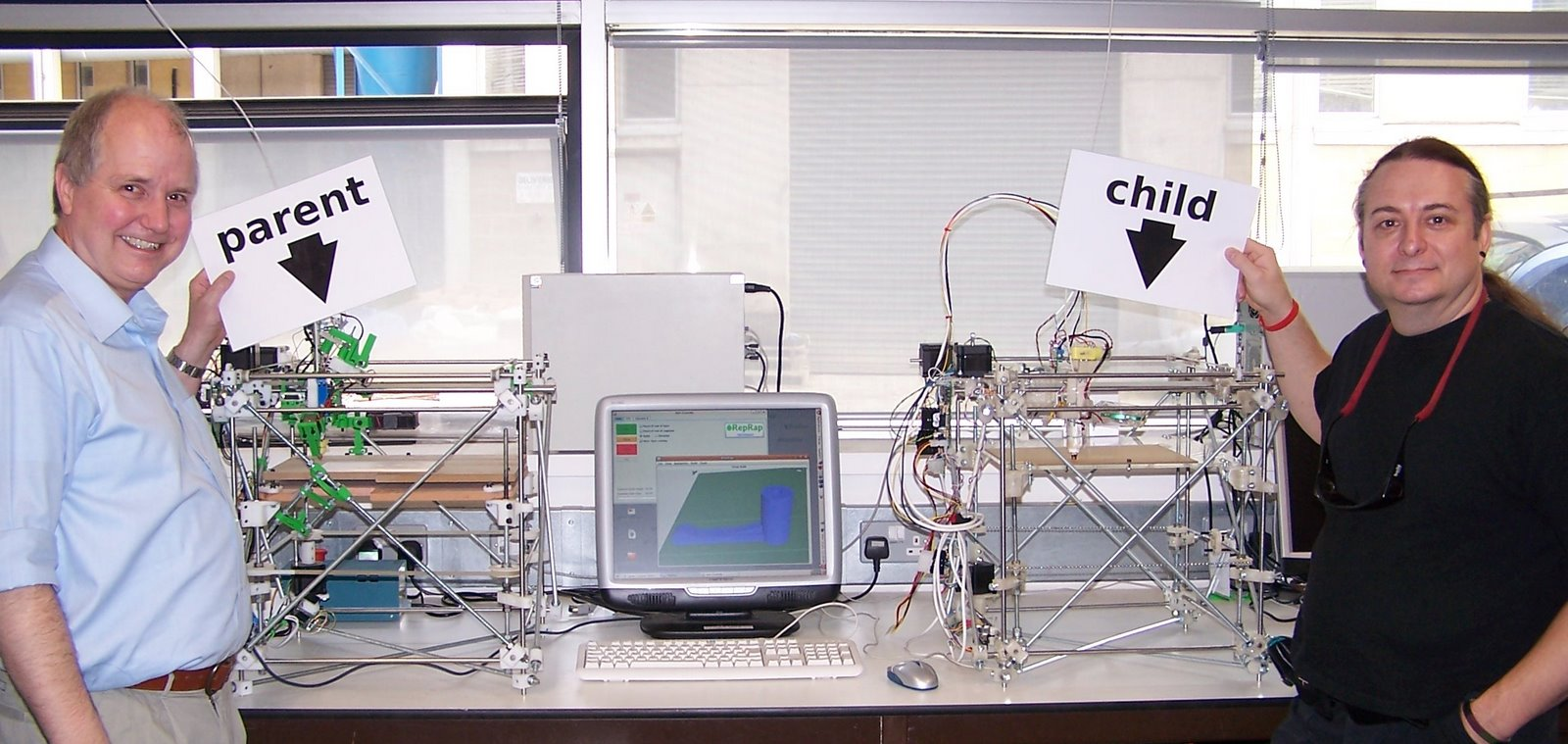
Tout le plastique de la machine de droite a été imprimé par la machine de gauche. Adrian Bowyer (à gauche) et Vik Olliver (à droite) sont des membres du projet RepRap.

RepRap (contraction de l'anglais Replication Rapid prototyper, pouvant se traduire par concepteur de réplication rapide) est un projet britannique de l'université de Bath visant à créer une imprimante 3D en grande partie autoréplicative et libre (c'est-à-dire sans brevets, et dont les plans sont disponibles pour tout le monde) sous licence GNU. Elle reprend donc les principes du projet Fab@home en y ajoutant l'autoréplication. RepRap désigne également les imprimantes 3D réalisées par le projet RepRap. Ce projet/machines réelles est maintenant développé très activement par une communauté mondiale, à la manière du logiciel libre.
Par « autoréplication » il ne faut pas entendre que la RepRap pourrait s'autorépliquer, même en partie, de manière autonome, mais qu'elle peut imprimer une partie des pièces la constituant : on peut avec elle fabriquer une partie des pièces d'autres RepRaps.

## Objectif

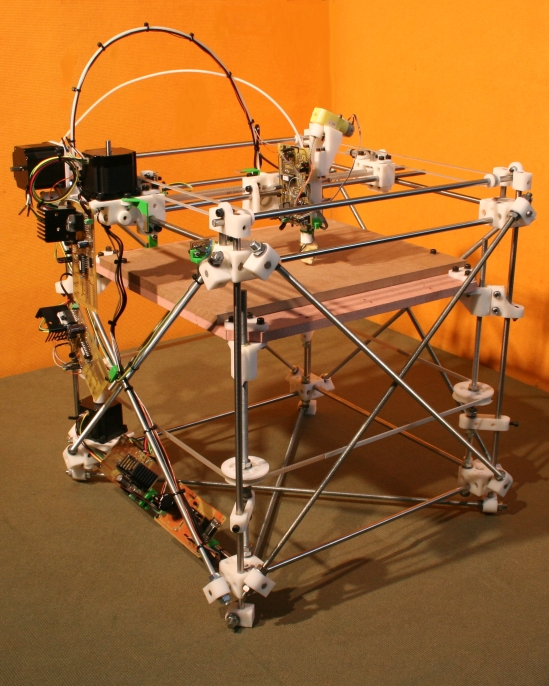
RepRap version 1.0 (Darwin)

Dans les grandes lignes, le projet RepRap a pour but de permettre la création d'une machine capable de se répliquer. Cette machine pourrait être utilisée pour fabriquer des prototypes de pièces ou d'objets, et ceci de façon rapide, mais pour l'instant uniquement en plastique.
La RepRap est une imprimante 3D capable de fabriquer des objets en trois dimensions à partir d'un modèle conçu par ordinateur. Les auteurs du projet décrivent l'« auto-réplication » comme la capacité à reproduire les composants nécessaires à la construction d'une copie de la machine elle-même. C'est l'un des buts du projet.
À cause de la capacité potentielle d'auto-réplication de la machine, les auteurs envisagent la possibilité de distribuer à faible coût des unités RepRap aux communautés et à tout un chacun, leur permettant de créer (ou de télécharger via internet) des objets complexes sans la nécessité de faire appel à de coûteuses infrastructures industrielles. Ils spéculent sur l'avenir de RepRap en la voyant s'auto-répliquer exponentiellement. Ce qui en ferait théoriquement une technologie incontournable, s'apparentant à ce que d'autres voyaient dans les techniques de fabrication personnelle à bas coût.
Adrian Bowyer reprend certains principes de Karl Marx pour qui l'aliénation du prolétaire découle du fait qu'il ne dispose pas de ses moyens de production, et l'étend à ce qu'il appelle le Marxisme darwinien. En 2004, il dit :
« So the replicating rapid prototyping machine will allow the revolutionary ownership, by the proletariat, of the means of production. But it will do so without all that messy and dangerous revolution stuff, and even without all that messy and dangerous industrial stuff. Therefore I have decided to call this process Darwinian Marxism… »
Que l'on pourrait traduire par :
« Donc, la machine à prototypage rapide réplicante va permettre l'appropriation révolutionnaire des moyens de production par le prolétariat. Mais elle va le faire sans les dangereux et défaillants aspects de la révolution, et même sans les aspects dangereux et défaillants de l'industrie. J'ai donc décidé d'appeler ce processus Marxisme darwinien… »

## Historique

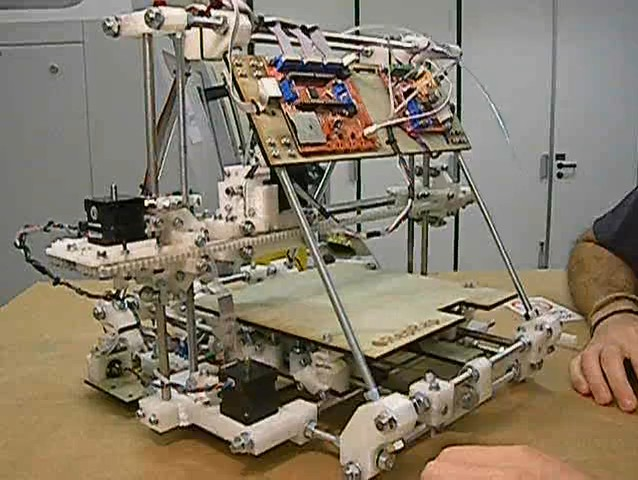
RepRap version « Mendel »

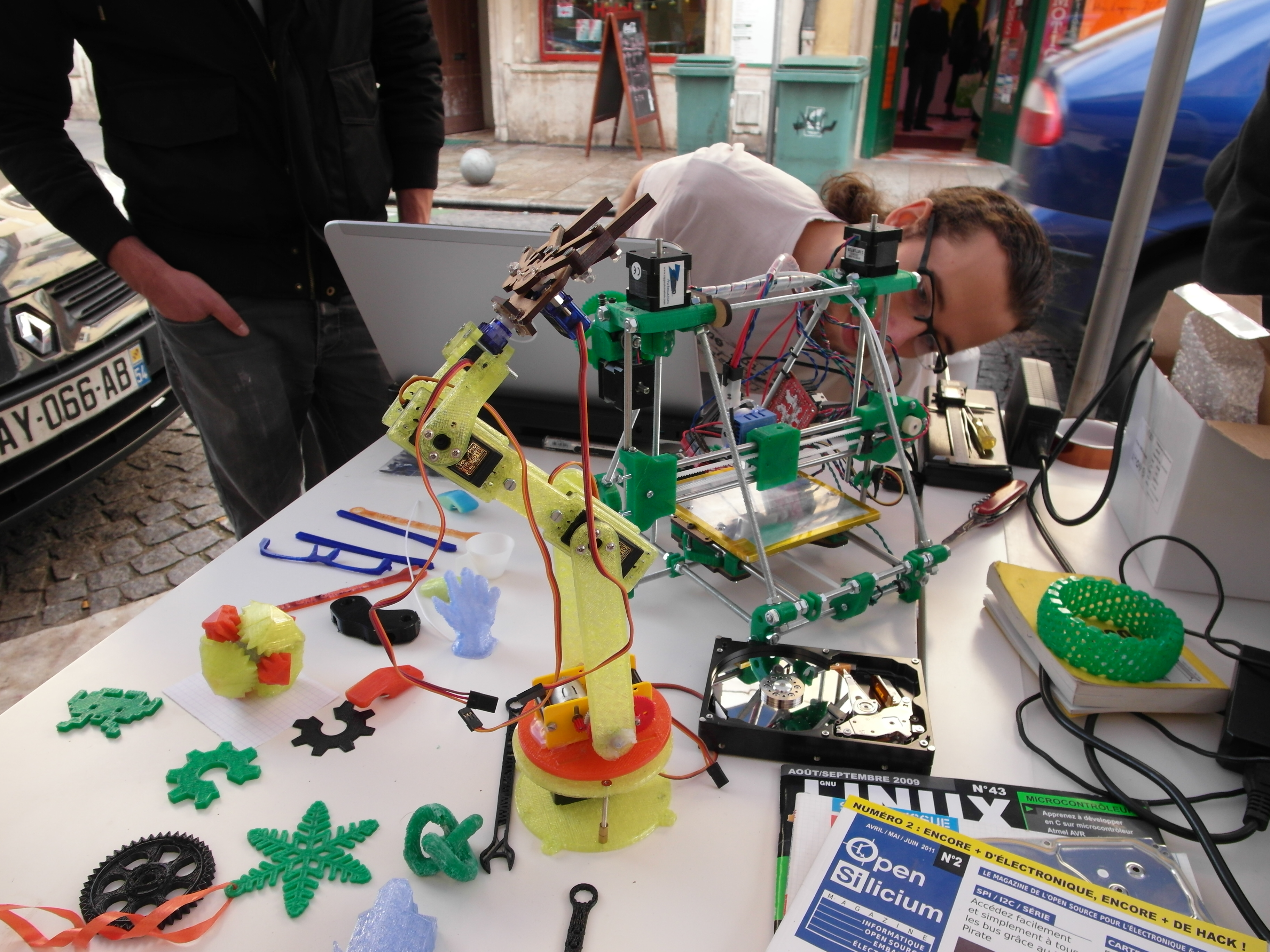
Reprap version « Huxley »

RepRap a été fondé en 2005 par le Dr Adrian Bowyer, maître de conférence en ingénierie mécanique à l'université de Bath au Royaume-Uni.
- 23 mars 2005 : le blog RepRap commence.
- Été 2005 : le financement pour le développement initial à l'université de Bath est obtenu grâce au conseil en ingénierie et recherche en sciences physique du Royaume-Uni.
- 13 septembre 2006 : le prototype RepRap 0.2 a imprimé avec succès la première partie d'elle-même qui fut donc utilisée pour remplacer la pièce identique créée par une imprimante 3D commerciale.
- 9 février 2008 : le RepRap 1.0 « Darwin » a été fabriqué avec succès l'instance d'au moins la moitié de ses parties prototypées rapidement.
- 14 avril 2008 : le probable premier article pour utilisateur final est fabriqué par un RepRap : une attache pour tenir un iPod de façon sûre au tableau de bord d'une Ford Fiesta.
- 29 mai 2008 : en quelques minutes d'assemblage, la première machine « enfant » complète fabrique la première partie d'un « petit-enfant » à l'université de Bath.
- 23 septembre 2008 : il est reporté qu'au moins cent copies ont été produites dans différents pays. Le nombre exact de RepRap en circulation à ce moment est inconnu[1].
- 30 novembre 2008 : la première réplication « dans la nature » documentée est produite. La réplication a été effectuée par Wade Bortz, le premier utilisateur extérieur à l'équipe de développement à créer un ensemble complet pour une autre personne[2].
- 20 avril 2009 : annonce de la première carte de circuit électronique produite automatiquement avec un RepRap. Un système de contrôle automatique et un système de tête interchangeable capable d'imprimer à la fois du plastique et des connecteurs conducteurs a été utilisé. Certaines parties sont ensuite intégrées au Reprap qui les a produit[3].
- 2 octobre 2009 : la conception de deuxième génération appelée « Mendel », imprime sa première partie. La forme du Mendel ressemble davantage à un prisme triangulaire qu'à un cube.
- 13 octobre 2009 : le RepRap 2.0 « Mendel » est achevé[4].
- 27 janvier 2010 : l'institut de prévision annonce le « prix de l'innovation humanitaire Kartik M. Gada » à la conception et la construction d'un RepRap amélioré. Il y a deux prix, un de 20 000 $US, et un autre de 80 000 $US[5]. La gestion du prix fut transférée plus tard à l'Humanity+[6].
- 31 août 2010 : la conception de troisième génération est officiellement baptisée « Huxley ». Le développement se fonde sur une version miniaturisée du matériel de Mendel réduite à 30 % du volume de la première imprimante[7].

## Limites
Avec les techniques qu'elle utilise, la machine — telle qu'elle est dimensionnée — ne peut que produire des pièces de petite taille.
Il n'était possible dans les premières versions de ne produire que du plastique (ou équivalent : polymères…), mais dans les versions actuelles (voir historique), il est également possible de produire des éléments en métal conducteur, après un changement de tête du RepRap.
L'électronique de contrôle, les moteurs, l'informatique, etc., ne se reproduisent pas, actuellement.

## Bilan environnemental
Pour l'instant la machine utilise une résine plastique adaptée, avec un écobilan qui peut poser problème en cas d'utilisation importante, mais des applications pour des polymères moins nuisibles à l'égard de l'environnement sont envisageables. Par exemple, un polymère très fréquemment utilisé est le PLA (acide polylactique), produit à partir d'amidon et dégradable en milieu industriel (contrairement aux idées reçues, celui-ci ne se dégrade pas en milieu naturel).
Il existe également plusieurs projets de création de broyeuses pour permettre le recyclage de plastique et sa réutilisation dans les RepRaps.
Par ailleurs, ce type de technologie nécessite de prendre en compte sa consommation électrique, principalement celle pour le chauffage de la buse et le maintien en température chaude du plateau. La consommation des moteurs restant très minoritaire.